# 鲍勃·琼斯
鲍勃·琼斯（英語：Bob Jones），英国音频工程师。他曾因电影英宫恨提名奥斯卡最佳音响效果奖。自1952年至1985年间，琼斯曾参与制作超过100部影片。

## 部分影视作品
- 英宫恨 (1971)